# Aphthona furthi
Aphthona furthi es un coleóptero de la familia Chrysomelidae. Fue descrita científicamente por primera vez en 1997 por Medvedev.